# La Neuveville-sous-Châtenois
La Neuveville-sous-Châtenois – miejscowość i gmina we Francji, w regionie Grand Est, w departamencie Wogezy.
Według danych na rok 1990 gminę zamieszkiwały 374 osoby, a gęstość zaludnienia wynosiła 50 osób/km² (wśród 2335 gmin Lotaryngii La Neuveville-sous-Châtenois plasuje się na 683. miejscu pod względem liczby ludności, natomiast pod względem powierzchni na miejscu 792.).